# Kära du
Kära du är ett album av Louise Hoffsten, Lasse Englund och Esbjörn Svensson Trio från 1996.

## Låtlista
| Nr           | Titel                                     | Kompositör   | Längd |
| ------------ | ----------------------------------------- | ------------ | ----- |
| 1.           | Här är gudagott att vara                  |              | 4:24  |
| 2.           | Kära du jag är ju bunden                  |              | 3:21  |
| 3.           | Jag ser på dina ögon, du har en annan kär |              | 4:19  |
| 4.           | Det sorgsna hjärtat                       |              | 5:37  |
| 5.           | Så ödsligt molnen på himlen gå            |              | 4:09  |
| 6.           | Vio vasen av den krökta ström             |              | 4:03  |
| 7.           | Där tjänte en flicka                      |              | 4:32  |
| 8.           | Om dagen vid mitt arbete                  |              | 4:33  |
| 9.           | Du är så vacker för mina ögon             |              | 3:54  |
| 10.          | Näckens polska                            |              | 3:55  |
| 11.          | Kristallen den fina                       |              | 3:35  |
| 12.          | Akvarell                                  |              | 2:12  |
| 13.          | Mig lyster i lunden att vara              |              | 5:09  |
| 14.          | Jag unnar dig ändå allt gott              |              | 2:56  |
| Total längd: | Total längd:                              | Total längd: | 56:39 |